# 関東自動車鹿沼営業所
関東自動車鹿沼営業所（かんとうじどうしゃかぬまえいぎょうしょ）は、栃木県鹿沼市村井町にある関東自動車のバス営業所。新鹿沼駅から南へ約600mの場所に位置し、鹿沼営業所停留所を備える。

## 概要
一般路線は鹿沼市・宇都宮市をエリアとしている。また、鹿沼市民バス「リーバス」の一部路線の運行を受託している。所属車輌のナンバープレートは、「栃木」「宇都宮」が存在する。

## 沿革
いずれも詳細な年月日は不明
- 1931年（昭和6年）8月21日 出張所として開設[1]
- 1933年（昭和8年）10月25日 鹿沼古峯自動車との合併により鹿沼市上野町113に営業所開設[1]
- 1964年 現在地となる新鹿沼車庫用地購入（敷地は現在の半分程度[2]、2000年までに線路際まで拡張[3]）、鹿沼駅近くに下武子車庫を開設
- 1980年時点では鹿沼営業所が鹿沼市上野町113、新鹿沼出張所が鹿沼市村井町201であった[4]。
- 1987年までに鹿沼市村井町201[5]の現在地に移転統合し鹿沼駅前の営業所事務所を閉鎖（定期券等販売窓口は駅前再整備まで残存）
- 1996年 組織再編で簗瀬営業所の出張所化
- 鹿沼営業所として独立
- 営業所内に関東自動車整備の作業場を設置[注 1]
- 2019年8月 同年2月の新車より採用された赤と黒の路線バス新カラーリングの移籍車両登場。移籍車両での新カラーリングは、東野黒磯営業所（現 那須塩原営業所）所属車に次いで2例目。
- 2021年
  - 1月4日 共通バスカードの取り扱い終了、ICカード対応運賃箱交換に伴いリーバス路線以外の中乗り化を順次実施。
  - 1月5日 古峰原線のリーバス回数券利用可能に[6]。
  - 3月21日 地域連携ICカード「totra」発売開始とリーバス線を除く一般路線車内でICカード取扱開始[7]。
- 2022年
  - 7月6日 鹿沼商工会議所と関東自動車で連携協定を締結。「シウマイのまち鹿沼」「餃子のまち宇都宮」を結ぶ既存バス路線を活用し、観光客誘致やバス利用者増加を目指すため「長坂新鹿沼線」にショルダーネームとして「シウマイ餃子ライン」と命名。時刻表やバスの行先表示、企画乗車券や専用ラッピングバス運行を目指す[8][9]。
  - 12月17日 企画乗車券「かぬまシウマイ食べ歩きっぷ」の販売開始[10]。

## 現行一般路線
1. 「リーバス」に関しては、関東自動車公式ホームページ[11]に掲載されている鹿沼 - 古峰原線のみ掲載。ほかのリーバス路線については鹿沼市民バスの項目を参照。
2. 古峰原線以外は、簗瀬営業所担当便もある[12]。

### 鹿沼 - 宇都宮
行き先番号は、01が宇都宮行き、それ以外が鹿沼行き。長坂新鹿沼線は鹿沼市街と宇都宮市街をつなぐ主要路線の一つであり、比較的利用も多い。一方、荒針新鹿沼線は閑散区である宇都宮市城山地区や鹿沼市菊沢地区の交通の確保のために運行されているローカル輸送主体の系統で、長坂新鹿沼線と比べ運行本数は少ない。鹿沼営業所行きは長らく「新鹿沼」行きと表示されてきたが、2022年頃から「鹿沼」行きに変更されている。
- 長坂新鹿沼線（愛称：シウマイ餃子ライン）
  - [43][01] 鹿沼営業所 - 長坂 - JR宇都宮駅
  - [43][01] 鹿沼営業所 - 長坂 - 宇短大 - JR宇都宮駅
- 荒針新鹿沼線[注 2]
  - [47][01] 鹿沼営業所 - 荒針 - JR宇都宮駅

### 楡木 - 宇都宮
行き先番号は、01が宇都宮行き、41が楡木車庫、免許センター行き。案内では楡木車庫行きを「楡木」行きと略すことがある。宇都宮から南西方向の放射路線。運転免許センターや工業団地などを沿線に抱える。宇都宮駅から六道までは宇都宮営業所の六道経由の各路線と同一経路。
- [41][01] 楡木車庫 - 上欠下 - 六道 - JR宇都宮駅
- [41][01] 楡木車庫 - 運転免許センター - 上欠下 - 六道 - JR宇都宮駅
- [41][01] 運転免許センター - 上欠下 - 六道 - JR宇都宮駅
- [41][01] 運転免許センター - （直行[注 3]） - JR宇都宮駅 ※学校休のみ運行、1往復のみ、宇都宮駅〜東武駅前は全停留所停車

### 受託運行
- 鹿沼古峰原線
  - JR鹿沼駅 - 東武新鹿沼駅 - 引田 - 古峯神社

## 撤退・廃止路線
近年撤退・廃止された路線を掲載。
廃止・撤退路線のうち、鹿沼市民バスに転換された路線は、そちらも参照。
- JR鹿沼駅 - 天神町 - 鹿沼営業所 - 東武樅山駅 - 粟野町役場入口 - 口粟野車庫 - 大越路 - 粕尾局前 - 中粕尾車庫 - 遠木橋 - 半縄 - 上粕尾発光路[注 4]
- JR鹿沼駅 - 天神町 - 鹿沼営業所 - 東武樅山駅 - 粟野町役場入口 - 口粟野車庫 - 大越路 - 粕尾局前 - 中粕尾車庫[注 4]
- JR鹿沼駅 - 天神町 - 鹿沼営業所 - 東武樅山駅 - 粟野町役場入口 - 口粟野車庫[注 5]
- JR鹿沼駅 - 天神町 - 東武新鹿沼駅 - 西鹿沼局前 - 日向辻 - 酒野谷 - 旭が丘団地 - 運動公園 - 上南摩[注 6][注 7]
- JR鹿沼駅 - 天神町 - 東武新鹿沼駅 - 西鹿沼局前 - 日向辻 - 酒野谷 - 旭が丘団地 - 運動公園[注 6][注 7]
- JR鹿沼駅 - 天神町 - 東武新鹿沼駅 - 西鹿沼局前 - 日向辻 - 加園郵便局前 - 加蘇中入口 - 久我神社入口 - 上久我法長内 - 石裂[注 8]
- JR鹿沼駅 - 天神町 - 東武新鹿沼駅 - 西鹿沼局前 - 日向辻 - 加園郵便局前 - 加蘇中入口 - 久我神社入口 - 上久我法長内[注 9]
- 鹿沼営業所 - 天神町 - 御成橋 - 菊沢 - 東武板荷駅 - 大原入口 - 小来川森崎[注 6][注 10]
- 鹿沼営業所 - 天神町 - JR鹿沼駅 - 上野原十文字 - 木工団地入口 - 上石川十文字 - 下石川 - 運転免許センター[注 6][注 11]
- 鹿沼営業所 - 天神町 - JR鹿沼駅 - 西千渡 - 木工団地
- 鹿沼営業所 - 鹿沼市役所 - 文化センター - 鹿沼市役所 - 天神町 - JR鹿沼駅
- JR鹿沼駅 - 天神町 - 上都賀病院 - 東武新鹿沼駅 - 西鹿沼局前 - 日向辻 - 下沢 - 岩花 - 草久 - 八岡局前 - 一の鳥居 - 古越路 - 古峰原[注 12]
- JR鹿沼駅 - 天神町 - 上都賀病院 - 東武新鹿沼駅 - 西鹿沼局前 - 日向辻 - 下沢 - 岩花 - 草久 - 八岡局前 - 一の鳥居[注 12]
- 新高徳駅 - 西船生 - 船生支所 - 宇大演習林 - 玉生車庫 - 塩谷町役場 - 幸岡十字路 - JR矢板駅[注 13]
- 新高徳駅 - 西船生 - 船生支所 - 宇大演習林 - 玉生車庫 - 塩谷町役場 - 矢高前 - 幸岡十字路 - JR矢板駅[注 13]
- 矢高前 - 幸岡十字路 - JR矢板駅[注 13]
- JR宇都宮駅 ← 県庁前 ← 東武駅前 ← 桜通り十文字 ← 三の沢 ← 羽黒下 ← （快速） ← JR鹿沼駅 - 天神町 - 鹿沼営業所
- 小来川森崎 - 小来川温泉 - 峠頂上 - 板荷神社 - 行川 - （←JR今市駅） - 今市車庫（瀬川）[注 14][注 15][注 16]